# Oxypyge curticauda
Oxypyge curticauda är en mångfotingart som beskrevs av Chamberlin 1953. Oxypyge curticauda ingår i släktet Oxypyge och familjen Rhinocricidae. Inga underarter finns listade i Catalogue of Life.